# ヴァイオリンとピアノのための協奏曲 (モーツァルト)
ヴァイオリンとピアノのための協奏曲 ニ長調 K. Anh. 56 (315f) は、ヴォルフガング・アマデウス・モーツァルトが作曲した未完の協奏曲。『ピアノとヴァイオリンのための協奏曲』と表記されることもある。

## 概要
作曲が進められたのは1778年のマンハイムで、同地で行われていた「アマチュアの集まり Académie des Amateurs」のために書かれるはずだった。モーツァルト自身がピアノ独奏を受け持ち、マンハイム宮廷管弦楽団のコンサートマスターだったイグナーツ・フレンツルがヴァイオリン独奏を弾く予定となっていた。この事については、同年11月12日付の父レオポルトへの手紙に述べられている。
モーツァルトが作曲したのは第1楽章・アレグロの最初の120小節のみであり、そのうち74小節目までが完全に書かれている。音楽史家のアルフレート・アインシュタインはマンハイムのオーケストラが散り散りになり、モーツァルトがフレンツル以外と共演する気がなかったために作曲が中断されたのだと考えていたが、プファルツ選帝侯カール・テオドールがミュンヘンへと移るのに伴って宮廷管弦楽団の大部分が移動したのはその年のはじめの方の出来事であった。そのため、「アマチュアの集まり」がマイハイム宮廷管弦楽団の代わりとなったのである。最も可能性が高いと考えられるのは、モーツァルトが1778年12月にパリへ向かうためマンハイムを去ることになったことであり、「集まり」が作曲者の思っていたほど早くには活動を始めていなかったことも一因であろう。彼がなぜ移動中、およびザルツブルクへ戻った後にこの協奏曲の作曲を継続しなかったのかは、よくわかっていない。
なお、アインシュタインはこの曲を「素晴らしいトルソー」、｢傑作一つの損失｣と述べて未完に終わったことを惜しんでいる。

## 楽器編成
| 木管         | 木管   | 金管                                                 | 金管                                                 | 打                                                   | 打                                                   | 弦                                                   | 弦                                                   |
| ------------ | ------ | ---------------------------------------------------- | ---------------------------------------------------- | ---------------------------------------------------- | ---------------------------------------------------- | ---------------------------------------------------- | ---------------------------------------------------- |
| フルート     | 2      | ホルン                                               | 2                                                    | ティンパニ                                           | ●                                                    | 第1ヴァイオリン                                      | ●                                                    |
| オーボエ     | 2      | トランペット                                         | 2                                                    | 他                                                   |                                                      | 第2ヴァイオリン                                      | ●                                                    |
| クラリネット |        | 他                                                   |                                                      | 他                                                   | ヴィオラ                                             | ●                                                    |                                                      |
| ファゴット   |        | 他                                                   | チェロ                                               | 他                                                   | ●                                                    |                                                      |                                                      |
| 他           |        | 他                                                   | コントラバス                                         | 他                                                   | ●                                                    |                                                      |                                                      |
| その他       | その他 | 独奏ヴァイオリン、独奏ピアノ（自筆譜ではチェンバロ） | 独奏ヴァイオリン、独奏ピアノ（自筆譜ではチェンバロ） | 独奏ヴァイオリン、独奏ピアノ（自筆譜ではチェンバロ） | 独奏ヴァイオリン、独奏ピアノ（自筆譜ではチェンバロ） | 独奏ヴァイオリン、独奏ピアノ（自筆譜ではチェンバロ） | 独奏ヴァイオリン、独奏ピアノ（自筆譜ではチェンバロ） |

## 曲の構成
アレグロ、ニ長調、4分の4拍子、協奏ソナタ形式。
トランペットとティンパニの入った管弦楽により華やかな第1主題、穏やかな第2主題がニ長調で提示された後（スケッチはここまでは完全に描かれている）、75小節目からヴァイオリン独奏により新たな主題が提示され、ピアノが絡んでいく。そして、第2主題へと移行する途中の120小節目でスケッチは途切れている。演奏時間は約3分半。

### 補筆版
この曲は、ロバート・レヴィンと、フィリップ・ウィルビーによる補筆版が存在する。

#### ウィルビー補筆版
ウィルビーは、同曲作曲後に出版された『ヴァイオリンソナタ第23番（旧第30番）』（K. 306）が、この曲のスケッチを基に作曲されたと仮説を立て、第1楽章の補筆と共にソナタの第2・第3楽章をオーケストレーションして用いている。現在では複数の録音がある。
- 第1楽章 アレグロ
ニ長調、4分の4拍子（補筆を含めて約12分半、カデンツァを含む）
- 第2楽章 アンダンティーノ・カンタービレ
ト長調、4分の3拍子（約6分半）
- 第3楽章 アレグレット - アレグロ
ニ長調、4分の2拍子-8分の6拍子（約7分）

演奏時間は合計で約26分。